# Утяков, Лев Лазаревич
Лев Лазаревич Утяков (1934—2002) — российский учёный, инженер-телемеханик, доктор технических наук, профессор.
Родился 10.12.1934 в г. Чимкент.
Окончил Львовский политехнический институт по специальности «автоматика и телемеханика» (1959).
С 1959 года работал и учился в аспирантуре в Институте автоматики и электрометрии СО АН СССР (Новосибирск). В 1963 г. защитил кандидатскую диссертацию.
В 1965—1971 инженер СКБ завода «Точэлектроприбор» (Киев).
В 1971 г. переехал в Москву, работал в Институте океанологии в должностях от старшего научного сотрудника до заместителя директора по науке (1993—2002).
Вместе со своим коллегой и другом Ситниковым Л. С. разрабатывал теорию многозначных логических элементов и структур.
С 1993 г. член бюро Совета по автоматизации научных исследований при Президиуме РАН.
Доктор технических наук (1976), профессор (1986).
Сочинения:
- Сигорский В.П., Ситников Л.С,, Утяков Л,Л. Многоустойчивые элементы дискретной техники.- М.: Энергия, 1966.- 358 с.
- Схемы с многими устойчивыми состояниями [Текст] / В. П. Сигорский, Л. С. Ситников, Л. Л. Утяков ; Акад. наук СССР. Сиб. отд-ние. - Новосибирск : [б. и.], 1965. - 141с., 1 л. черт. : черт. ; 20 см. - Библиогр.: с. 139-141 (31 назв.). - 1000 экз.

Лауреат премии Совета Министров СССР 1987 года — за создание океанологической исследовательской аппаратуры нового поколения.
Премия им. С.И. Вавилова (1982).